# Mazoku

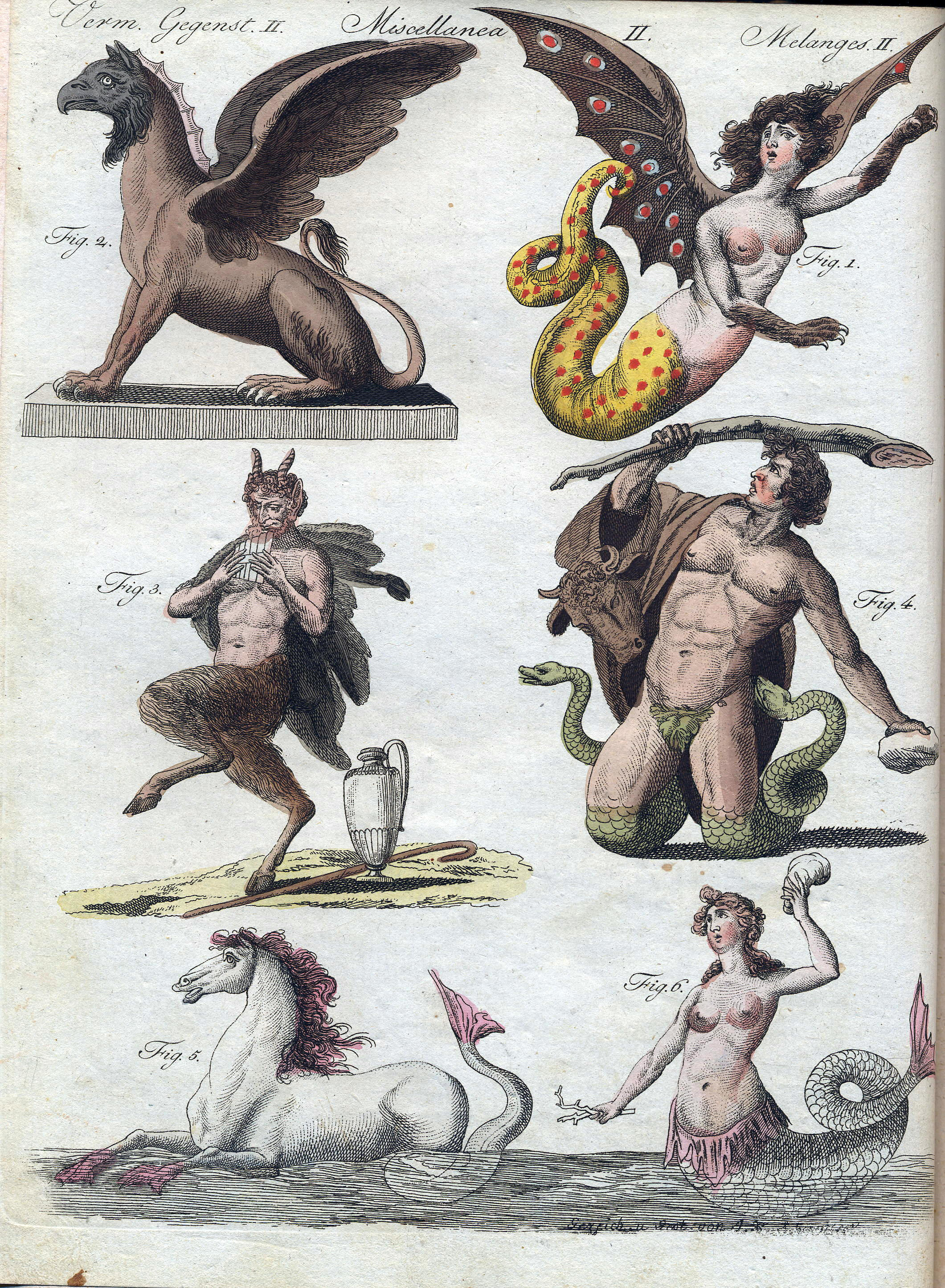
Imagen que exhibe ejemplos variados de mazoku, entidades místicas presentes en diversas tradiciones folklóricas y literarias.

Mazoku (魔族 lit. Clan/Raza Demonio?) es un concepto común en la fantasía japonesa, refiriéndose a una raza de seres nacidos con poderes sobrenaturales. Son comúnmente representados como individuos malvados que amenazan la vida humana o desafían a los dioses. En series como Chrono Trigger y Kyō Kara Maō!, sin embargo, se presenta una visión más positiva de los Mazoku. Ma también puede considerarse un abreviatura de Mahō (魔法 magia?).

## Etimología
Ma (魔) se traduce como demonio, seres que están destinados a amenazar la existencia humana o desafiar a los dioses. Zoku (族) significa tribu, clan o familia, indicando que forman parte de una misma sociedad. Maō (マ王 Rey demonio?) es un término derivado de Mazoku por el cual se denomina a un rey que gobierna a los Mazoku.

## Mitología
El término fue utilizado como una transliteración japonesa para los Asura y Iaksa de la mitología india, así como de los Daeva pertenecientes al zoroastrismo; es un término general utilizado para denominar a demonios y seres malvados. El término también se usa como una forma de separar estas entidades sobrenaturales de los demonios y diablos presentes en el cristianismo y los Oni del folclore japonés. En el politeísmo, simplemente es una palabra usada como antónimo de shinzoku (神族), que significa "tribu de los dioses".

## Dragon Ball
Durante la historia de Dragon Ball se le da el nombre mazoku a varias razas, la primera son los engendros de Piccolo, la segunda son los guerreros de la estrella Makyō, liderados por Garlic Jr. y una tercera son los guerreros comandados por Slug en la película Chō saiyajin da Son Gokū.

### Engendros de Piccolo
Son un grupo de Namekianos engendrados por Piccolo Daimaō. Los namek se reproducen de forma ovípara y asexual, pero es un derecho exclusivo del Saichōrō, por lo que cuando Piccolo Daimaō intenta crear más de sus congéneres estos nacen muy diferentes a un Namekiano normal, más bien con un aspecto de reptil.

### Guerreros de la estrella Makyō
Son seres provenientes de la estrella Makyō, tienen una apariencia más demoniaca. Aunque solo se les mencione como mazoku en el anime es posible que los guerreros de Garlic Jr. en la película Ora no Gohan o kaese!! también sean mazoku.

## Yu Yu Hakusho
También en el manga y anime de Yū Yū Hakusho, el personaje principal Yūsuke Urameshi, reencarna en un antepasado suyo que era un mazoku, en esta serie se trata a estos seres como criaturas demoniacas, ya que el aspecto del personaje se asemeja al de un demonio.

## Slayers
En la saga de Slayers también aparecen los mazokus, demonios de nivel medio-alto o muy alto. Desde Slayers Next aparece un mazoku como aliado, Xelloss.

## Shuffle!
En este anime aparece también la raza mazoku.

## Macademi Wasshoi!
En este anime la raza mazoku es usual.

## Disgaea
En este anime y videojuego aparece esta raza.

## Kyou Kara Maou
En esta serie de anime el protagonista, Yuuri, es nombrado Maou, o rey de los Mazoku donde estos viven en guerra constante contra los humanos, siendo la principal diferencia entre ambos el poder mágico de los Mazoku del que tienen miedo los humanos.